# Golf Estrimònic
El golf Estrimònic (llatí Strymonicus sinus) és un golf de la mar Egea, a la costa de Tràcia, anomenat així del riu Estrímon, que desaigua en aquest golf. Va portar el nom en temps clàssics; modernament es va dir "golfo di Contessa", i després golf d'Òrfani, però avui dia es torna a dir Strimonikós kólpos. Està limitat a l'oest per la península Calcídica.